# II. třída okresu Most 2003/2004
V soubojích fotbalové II. třídy okresu Most 2003/2004, jedné ze skupin 8. nejvyšší fotbalové soutěže, se utkalo 11 týmů dvoukolovým systémem podzim – jaro. Tento ročník skončil v červnu 2004. Postup si zajistil vítězný  tým FK Baník Souš „B“. Nikdo nesestoupil, jedná se o nejnižší soutěž.

## Výsledná tabulka
| Poř. | Tým                        | Z  | V  | R | P  | VG | OG | B  |
| ---- | -------------------------- | -- | -- | - | -- | -- | -- | -- |
| 1.   | FK Baník Souš „B“          | 20 | 17 | 0 | 3  | 86 | 14 | 51 |
| 2.   | Baník Hamr „B“             | 20 | 16 | 0 | 4  | 59 | 33 | 48 |
| 3.   | TJ Sokol Bečov             | 20 | 15 | 1 | 4  | 56 | 34 | 46 |
| 4.   | TJ Sokol Obrnice           | 20 | 14 | 3 | 3  | 54 | 25 | 45 |
| 5.   | TJ Sokol Nová Ves v Horách | 20 | 11 | 0 | 9  | 50 | 39 | 33 |
| 6.   | SFK Meziboří „B“           | 20 | 8  | 3 | 9  | 34 | 38 | 27 |
| 7.   | TJ Sokol Horní Jiřetín „B“ | 20 | 7  | 4 | 9  | 36 | 36 | 25 |
| 8.   | FK Brandov „B“             | 20 | 6  | 2 | 12 | 45 | 43 | 20 |
| 9.   | TJ Rozvoj Polerady         | 20 | 3  | 4 | 13 | 30 | 64 | 13 |
| 10.  | TJ Baník Dolní Jiřetín     | 20 | 2  | 1 | 17 | 18 | 79 | 7  |
| 11.  | TJ Baník Louka             | 20 | 1  | 2 | 17 | 13 | 76 | 5  |

Poznámky:
- Z = Odehrané zápasy; V = Vítězství; R = Remízy; P = Prohry; VG = Vstřelené góly; OG = Obdržené góly; B = Body; (S) = Mužstvo sestoupivší z vyšší soutěže; (N) = Mužstvo postoupivší z nižší soutěže (nováček)

|  | Postup do I. B třídy Ústeckého kraje 2004/2005 |
|  |                                                |